# Daniel Petzold
Daniel Petzold (Pezold) (ur. 9 listopada 1686 w Zgorzelcu, zm. 31 maja 1763 tamże) – niemiecki rysownik, matematyk i kartograf, autor widoków i panoram miejskich.

## Biografia
Urodził się jako syn kupca. W 1708 podjął studia matematyczne na Uniwersytecie Viadrina we Frankfurcie nad Odrą, pod kierunkiem prof. Leonharda Christopha Sturma. Poznał tam m.in. zasady geodezji i rysunku architektonicznego. Duży wpływ na jego dalsze zainteresowania rysunkiem miały fascynacje pracami Matthäusa Meriana Starszego – autora XVII-wiecznych widoków i panoram miast.
W 1710 Petzold nawiązał pięcioletnią współpracę z Johannem Christophem Beckmannem – rektorem Uniwersytetu Viadrina, historykiem, bibliotekarzem i kronikarzem Marchii Brandenburskiej, który otrzymał od króla Fryderyka I polecenie spisania dziejów Brandenburgii. Na potrzeby tego dzieła D. Petzold wykonał 89 rysunków przedstawiających folwarki, widoki i panoramy miast brandenburskich m.in. dawnego Gorzowa (na nich sygnowany jako Betzold). W późniejszym czasie działał na Śląsku m.in. jako matematyk i geometra w księstwie Głogowskim.
Znane są również prace Petzolda poświęcone rodzinnemu Zgorzelcowi z lat 1715–1717 (część z nich ukazała się drukiem). W 1718 r. jako porucznik korpusu inżynierskiego wojsk cesarskich wykonał plan Namysłowa i jego umocnień. Z 1734 r. pochodzi natomiast plan Opola, zrealizowany na zlecenie władz miejskich. 

## Styl
Rysunki Petzolda cechuje precyzja odwzorowania obiektów i duża staranność. Rysował piórkiem, a czasem, dla uzyskania odpowiedniego efektu, lawował grafiki tuszem. Prace zaopatrzone zostały w nazwy miejscowości i herby. Najważniejsze budowle oznaczono napisami albo literami i opisano w innym miejscu.

## Prace
Jego rysunki trafiły do berlińskiego archiwum i dzięki staraniom Heinricha Meissnera zostały opublikowane w formie teki Ansichten Märkischer und Pommerscher Städte aus den Jahren 1710–1715. Nach den Originalzeichnungen Daniel Petzolds dopiero w 1913 r. w Berlinie.
Jedna z 300 wydanych wówczas tek Petzolda znajduje się w zbiorach Muzeum Lubuskiego im. Jana Dekerta, a faksymile jego grafik w zbiorach Wojewódzkiej i Miejskiej Biblioteki Publicznej im. Z. Herberta w Gorzowie Wielkopolskim.